# Джен Андерсон
Джоан Мері «Джен» Андерсон (англ. Joan Mary "Jan" Anderson; нар. 13 травня 1932, Квінстаун — 28 серпня 2015, Канберра) — новозеландська вчена, відома своїми дослідженнями фотосинтезу.

## Біографія
Джоан Мері Андерсон народилася 12 травня 1932 року в Квінстауні, Нова Зеландія. Її батько, Білл Андерсон, був сільським лікарем. У восьмирічному віці Джоан втратила матір, яка померла після тривалої хвороби.
Всупереч бажанню батька, який хотів, щоб вона стала лікарем, Андерсон вивчала органічну хімію в Університеті Отаго. У той час дипломи видавалися Університетом Нової Зеландії, тож в ньому вона здобула ступені бакалавра та магістра природничих наук з відзнакою.
Отримала Меморіальну стипендію короля Георга V для Нової Зеландії, яка дозволила їй навчатися в аспірантурі в Сполучених Штатах протягом одного року.
Після приїзду до Каліфорнійського університету в Берклі Андерсон виявила, що її ступінь післядипломної освіти в Новій Зеландії не визнається, що позбавило її доступу до університетської бібліотеки, дослідницьких установ і медичного страхування.
Задля подолання цієї проблеми вона вступила до аспірантури хімічного коледжу Каліфорнійського університету в Берклі (1956–59) під керівництвом Мелвіна Калвіна, лауреата Нобелівської премії з хімії (1961).
Пізніше викладала в Веллінгтонській середній школі для дівчат, але покинула цю роботу, отримавши пропозицію від Науково-промислової дослідницької організації Співдружності (CSIRO), надіслану їй чотирма роками раніше Джоном Фальком з CSIRO Plant Industry.
Андерсон першою виявила, що механізм фотосинтезу складається з двох основних компонентів: фотосистеми I та фотосистеми II. Була ад'юнкт-професором Австралійського національного університету.
Померла 28 серпня 2015 року.

## Нагороди та відзнаки
Вона отримала багато відзнак і нагород за свою роботу, включаючи обрання членом Австралійської академії наук у 1987 році та членом Королівського товариства в 1996 році.
У 1998 році отримала ступінь почесного доктора Університету Умео.
У 2001 році була нагороджена медаллю Сторіччя.
У 2017 році її включено до списку «150 жінок у 150 словах» Королівського товариства Нової Зеландії.